# Lethe perimele
Lethe perimele är en fjärilsart som beskrevs av Hans Fruhstorfer 1911. Lethe perimele ingår i släktet Lethe och familjen praktfjärilar. Inga underarter finns listade i Catalogue of Life.